# ダウディング男爵
ダウディング男爵（英: Baron Dowding）はイギリスの男爵、貴族、連合王国貴族爵位。英本土の防空システム構築を統括したヒュー・ダウディング空軍大将が1943年に叙位されたことに始まる。
なお、ダウディング家に男爵位以外に保持する爵位はない。

## 歴史

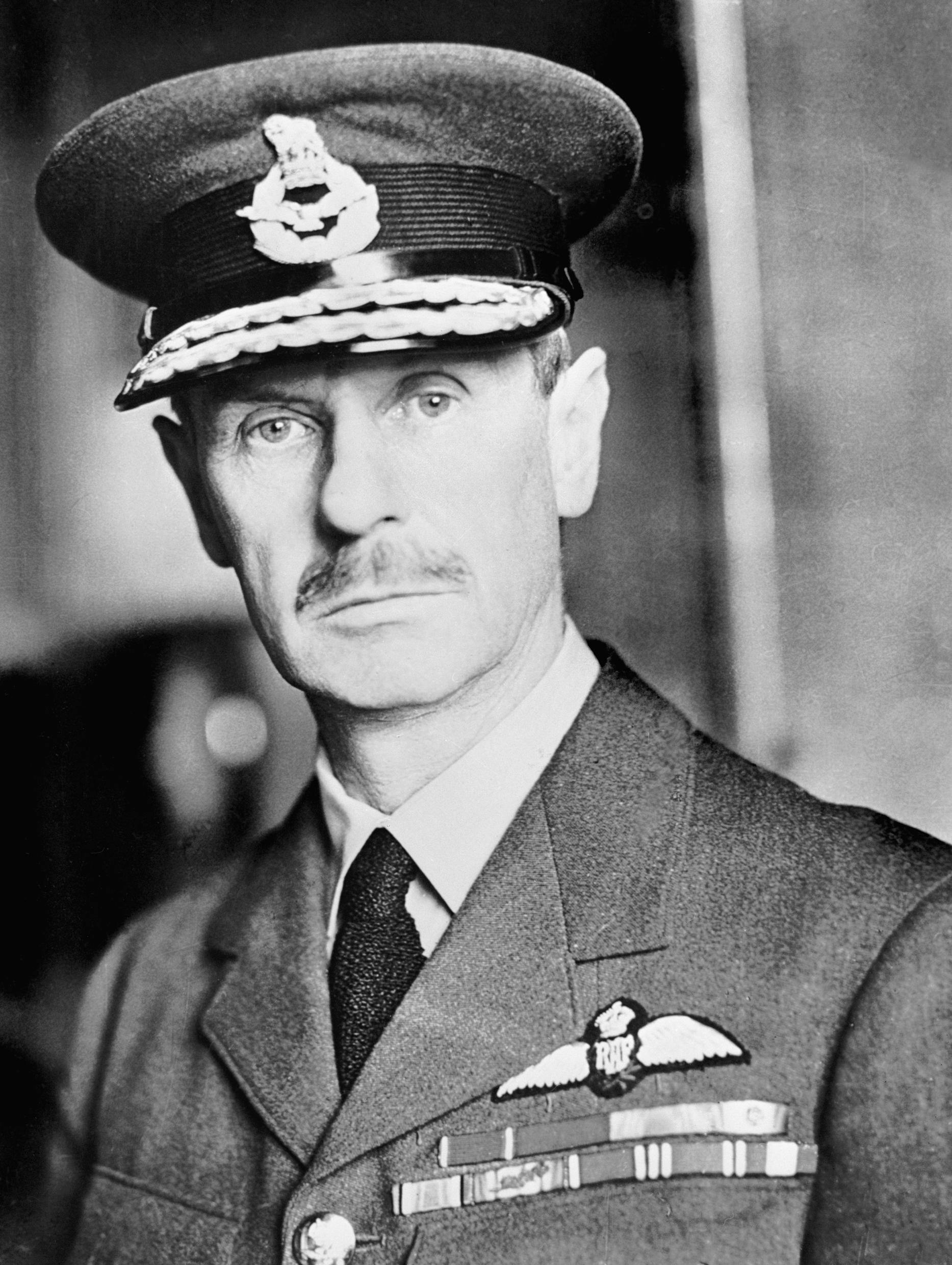
初代男爵ヒュー・ダウディング

ヒュー・ダウディング(1882-1970)はイギリス空軍研究部門を率いた軍人で、1930年代にかけては戦闘機軍団の創設・レーダーと戦闘機を統合した防空システム構築を推進した人物である。ダウディングは空軍退役後の1943年7月5日に連合王国貴族爵位の「ミドルセックス州ベントリー・プライオリーのダウディング男爵(Baron Dowding, of Bentley Priory in the County of Middlesex)」に叙された。王立空軍軍人に対する貴族創家としてはヒュー・トレンチャード空軍元帥に続くものであった。彼の没後は息子デレックが爵位を継承した。
2代男爵デレック(1919-1992)も父とともに空軍に在籍してバトル・オブ・ブリテンを戦ったのち、空軍中佐まで昇進している。
その息子である3代男爵ピアーズ(1948-)が男爵家現当主である。

男爵家のモットーは『働くとは祈ること(Laborare Est Orare)』。

## ダウディング男爵（1943年）
- 初代ダウディング男爵ヒュー・キャズウェル・トレメンヒーア・ダウディング (1882–1970)
- 第2代ダウディング男爵デレック・ヒュー・トレメンヒーア・ダウディング (1919–1992)
- 第3代ダウディング男爵ピアーズ・ヒュー・トレメンヒーア・ダウディング (1948- )

爵位の推定相続人は現当主の弟であるマーク・デニス・ジェームズ・ダウディング閣下(1949-)。
推定相続人の法定推定相続人はその子であるアレクサンダー・ダウディング(1983-)。